# Aritana Kawalapiti
Aritana Kawalapiti   (Gaúcha do Norte, 15 de juliol de 1949 - Goiânia, 5 d'agost de 2020) va ser un cacic brasiler de la tribu indígena Kawalapiti, del Parc indígena Xingu. Va exercir com a President de l'Institut d'Investigació Etnoambiental Xingu.

## Biografia
Era fill del cacic indígena Paru Kawalapiti i la seva esposa, Tepori Kamaiurá. Durant la seva infància, va ser apadrinat pels germans Vilas-Bôas, qui li van ensenyar la importància de mantenir un hàbitat natural. Preparat des de molt jove, Aritana va ascendir al rang de cacic a la dècada de 1980, dedicant-se als drets dels pobles indígenes al Brasil. En particular, es va centrar en el medi ambient, la demarcació de terres, la salut i l'educació.
Aritana Kawalapiti va morir de COVID-19 en un hospital de Goiânia el 5 d'agost de 2020.